# Поховання королів Буганди в Касубі
Касубі — пагорб у Кампалі, Уганда, який є місцем відпочинку королів Буганди. У 2001 році гробниці Касубі були включені до списку Всесвітньої спадщини ЮНЕСКО.
Це місце відображає історичні, релігійні та культурні цінності народу Баганда. Це також приклад місцевої традиційної архітектури.

## Гробниці Касубі
У 1882 році на пагорбі Касубі був побудований палац, який після смерті короля Мутеси I був перетворений на усипальницю. У центральній куполоподібній будівлі діаметром 31 метр і висотою 12 метрів лежать королі Мутеса I, Мванга II, Дауді Чва II і Мутеса II. Оскільки всі чотири правителі були поховані в одній гробниці, це місце стало важливою святинею. Ця головна гробниця називається Музібу-Азаала-Мпанга. 16 березня 2010 року вона була знищена пожежею, що стало причиною включення комплексу Касубі до списку об'єктів Світової спадщини, що перебувають під загрозою зникнення. У 2023 року, після того, як об'єкт було відбудовано, було вирішено вилучити його зі списку тих, що зникають.
Нащадки чотирьох королів також поховані за головною гробницею. Це надає місцю не лише духовного, а й культурного значення як королівському некрополю Буганди.